# Merry Christmas (Clara Serina)
Merry Christmas è un album di Clara Serina, ex componente dei Cavalieri del Re, pubblicato nel 2012 dalla Cs Clara Serina.

## Tracce
1. Merry Christmas
2. Notte di Natale
3. Natale dei bimbi
4. Angelo
5. Magico Natale
6. Mio dolce bimbo
7. Natale italiano
8. Babbo Natale